# Thomas Walker (Filmproduzent)
Thomas Walker (* 16. Juli 1958 in Hamburg) ist ein deutscher Filmproduzent.
Zu seinen bekanntesten Arbeiten gehören die Filme Der kleene Punker und Käpt’n Blaubär – Der Film.

## Filmografie
- 1992: Der kleene Punker
- 1999: Käpt’n Blaubär – Der Film
- 2001: Kommando Störtebeker
- 2003: Werner – Gekotzt wird später!
- 2006: Dieter – Der Film
- 2007: Das doppelte Lottchen
- 2014: Ein Fall für TKKG